# Transports en commun de Pontarlier

## Historique
Pontarlier est la 2e ville la plus haute de France qui regroupe plus de 17 738 Pontissaliens sur un périmètre de 41 km².
Elle est l'Autorité Organisatrice de la Mobilité sur son ressort territorial. Ses ambitions en termes de transport est de faciliter les déplacements dans les meilleures conditions tout en préservant la qualité de vie et l'environnement pontissalien.
Pour mener à bien ses ambitions, la ville de Pontarlier fait confiance à Keolis Monts Jura, filiale du groupe Keolis, dans l'exécution des services de transport public de voyageurs en délégation de service public du 1er mars 2018 au 31 août 2022.
Dès le 9 juillet 2018 le réseau urbain connait une transformation majeure : un nouveau nom, une nouvelle identité graphique et une offre encore plus adaptée. le réseau Pontabus est remplacé par TCP.
Grâce à la nouvelle offre de transport TCP il est aisé de se déplacer dans différents lieux de vie de Pontarlier : le centre-ville, la zone commerciale des Grands Planchants, le cinéma, la porte de la zone commerciale de Doubs,...

## Le réseau

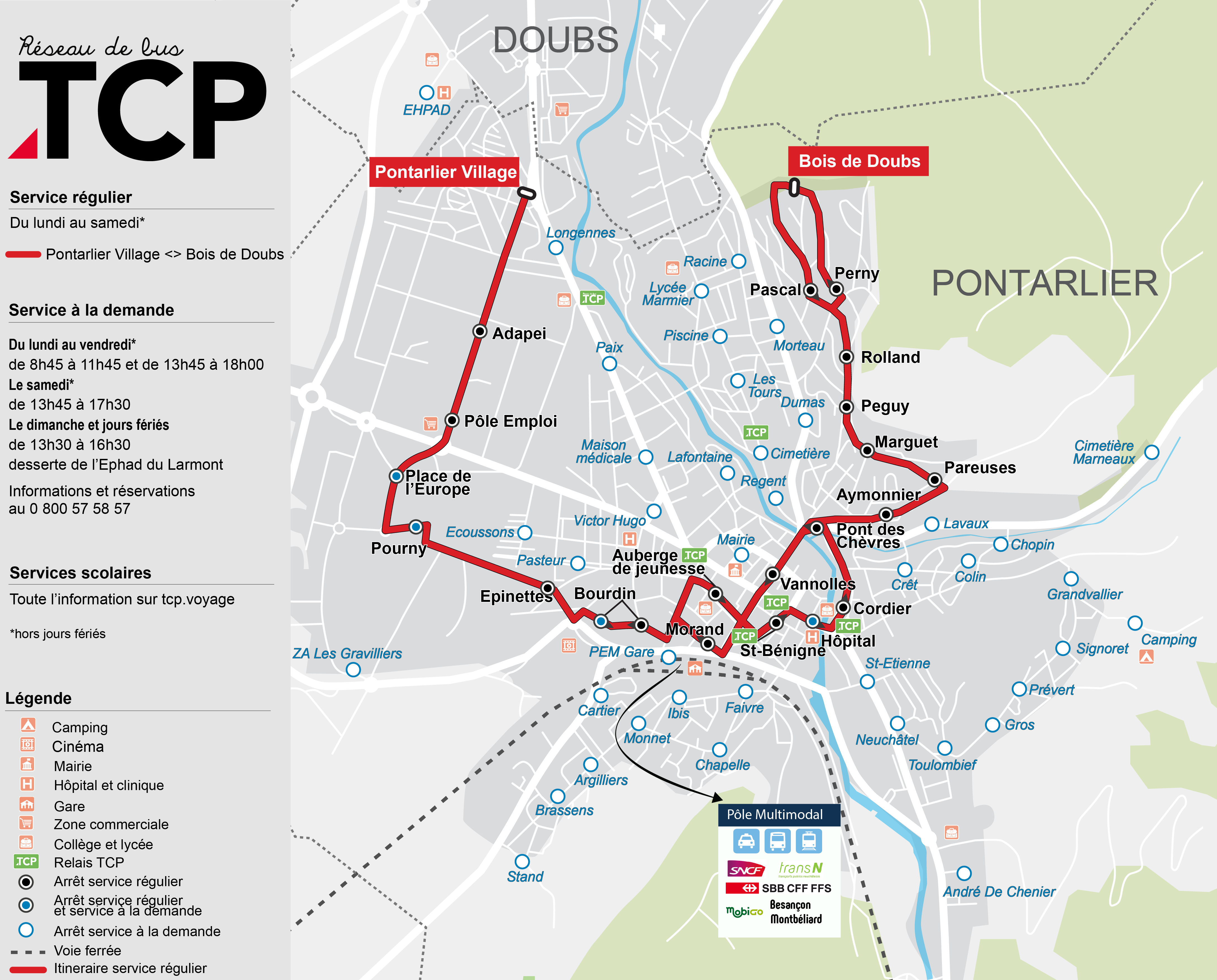
Plan général du réseau TCP

Le réseau TCP est composé de 3 services :
- Le Service Régulier
- Le Service à la Demande
- Le Service Scolaire

### Service Régulier

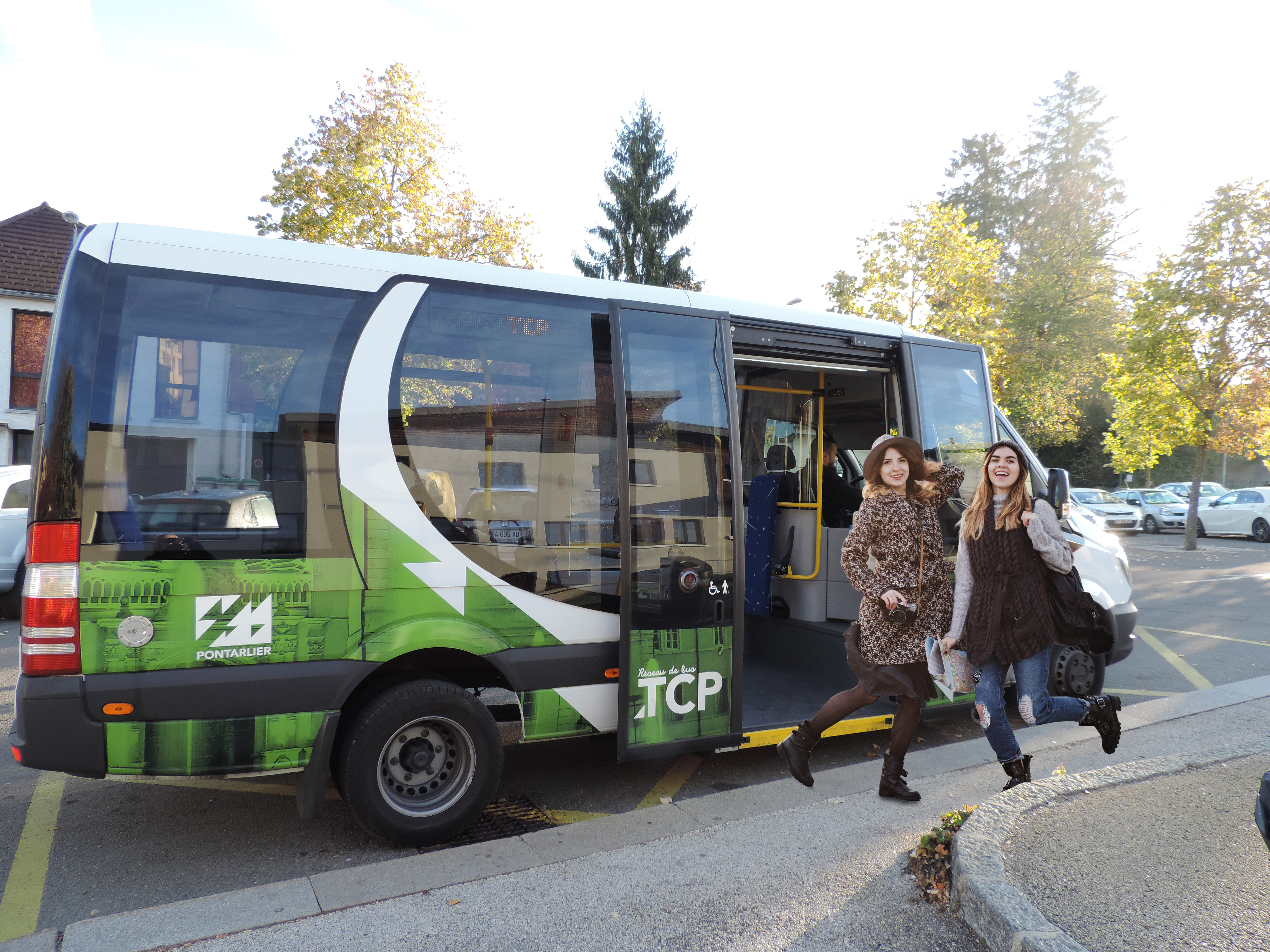
Véhicule du Service Régulier

Le Service Régulier est assuré au moyen d'un minibus de type Mercedes City 23, un véhicule nouvelle génération. Son design et ses qualités environnementales en font un mode de transport adapté à la ville. Il se faufile facilement dans les rues les plus étroites de la ville. A bord, l’espace est convivial et les annonces sonores et visuelles facilitent la mobilité de tous.
Le Service Régulier c'est 32 arrêts desservis du lundi au samedi de 7h10 à 18h17 toute l'année, aussi bien en période scolaire qu'en période vacances (sauf jours fériés). Liste des arrêts :
Adapei, Auberge de jeunesse, Aymonnier, Bois de Doubs, Bourdin, Cordier, Épinettes, Hôpital, Marguet, Morand, Pareuses, Pascal, Peguy, Perny, Place de l'Europe, Pôle Emploi, Pont des Chèvres, Pontarlier Village, Pourny, Rolland, St-Bénigne, Vannolles.

### Service à la Demande

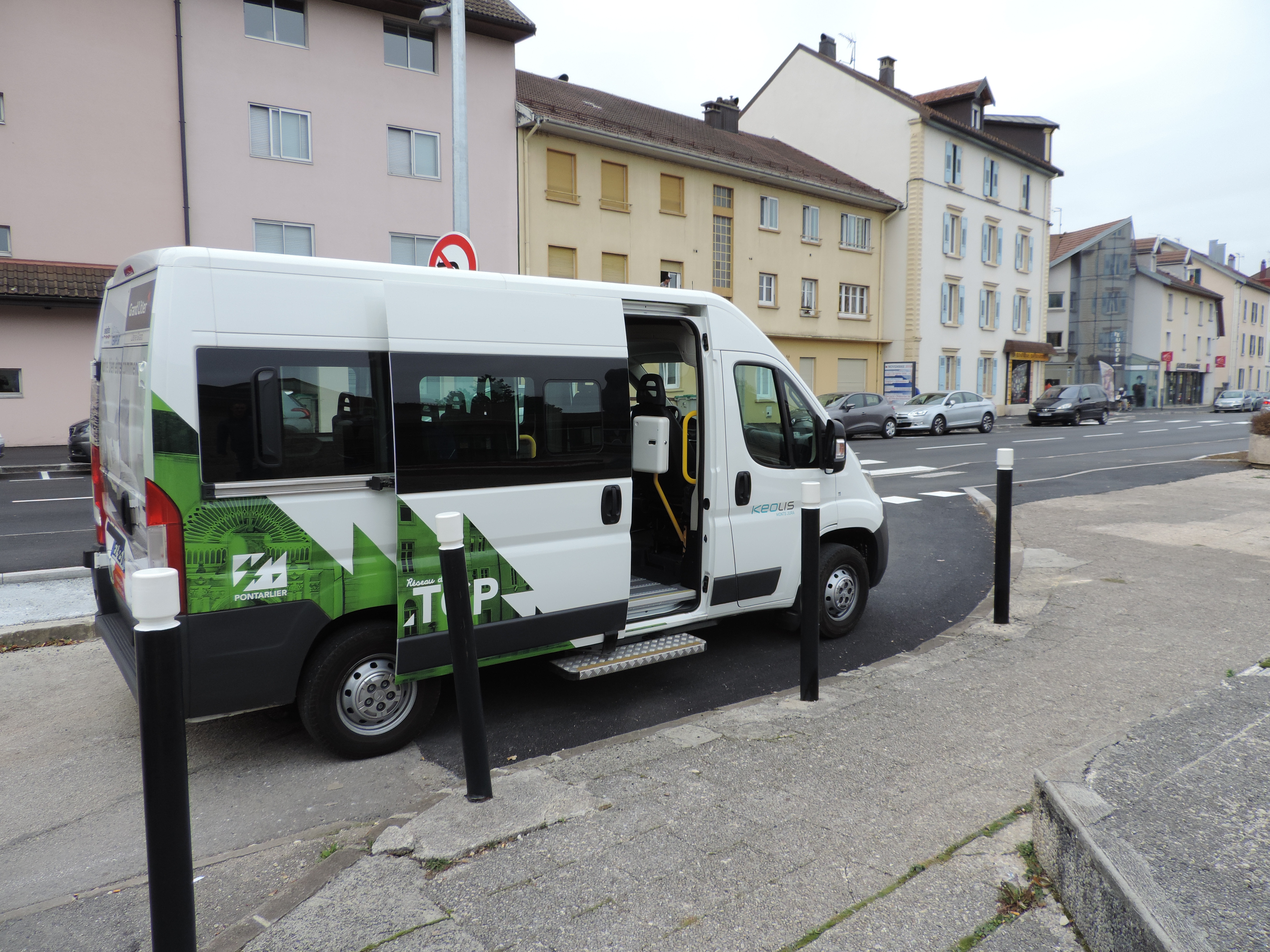
Véhicule du Service à la Demande

En complément du Service Régulier, un Service à la Demande complète l'offre de mobilité, offrant des possibilités de desserte de 45 points d'arrêts Travail, rendez-vous, loisirs, courses, démarche administratives...peu importe le motif, le service à la demande est ouvert pour toutes et pour tous.
Le service permet de couvrir les quartiers non desservis par le Service régulier, comme Toulombief, la rue de Besançon mais aussi des équipements comme la Gare SNCF, l'EHPAD et le Camping du Larmont.
Pour les plus de 75 ans et les personnes à mobilité réduite (fauteuil roulant, cécité…), la prise en charge et la dépose peuvent se faire à une adresse précise, à un endroit jugé sécurisé.
Le Service à la Demande TCP est assuré avec deux minibus de 8 places : Renault Master et Citroën Modulis. Un espace pour fauteuil roulant est prévu.
Le Service à la Demande est disponible du lundi au vendredi de 8h30 à 11h45 et de 13h30 à 18h et le samedi de 13h30 à 17h30. Il suffit juste de réserver et un conducteur vient le jour J, à l’horaire convenu. Il emmène à destination et vient rechercher le voyageur comme prévu pour le ramener.

### Service Scolaire
Le réseau TCP comporte 7 Services Scolaires desservant les établissements scolaires sur Pontarlier. Ces services ne circulent qu'en période scolaire, le matin et le soir. Les lignes scolaires TCP sont assurées avec des autocars.
Bien que s'adressant principalement aux élèves, ces lignes sont ouvertes à la clientèle grand public.
Liste des établissements scolaires desservis par un service scolaire :
École Cordier, École Cyril Clerc, Collège André Malraux, Collège Lucie Aubrac, Collège Philippe Grenier, Collège & Lycée Les Augustins, Lycée Xavier Marmier, Lycée professionnel Toussaint Louverture.

## Tarification
|                      | Titres                               | Plein tarif   | Tarif réduit |
| -------------------- | ------------------------------------ | ------------- | ------------ |
| Service Régulier     | Ticket 1 voyage Carnet 10 voyages    | 1,00€ 10,00€  | -            |
| Services Scolaires   | Abonnement mensuel Abonnement annuel | 11,00€ 88,00€ | 80,00€       |
| Service à la Demande | Ticket 1 voyage Carnet 10 voyages    | 1,00€ 9,00€   | 0,50€        |

Les titres de transport sont disponibles à la vente en intérieur de véhicule mais aussi auprès d'un réseau de 6 dépositaires :
| Nom                       | Adresse                                           |
| ------------------------- | ------------------------------------------------- |
| Au Khedive                | 29, rue de la République - 25300 Pontarlier       |
| Hall Presse               | 3, rue de la Gare - 25300 Pontarlier              |
| Le Saint-Claude           | 15, rue Faubourg Saint-Étienne - 25300 Pontarlier |
| Tabac-Presse Saint-Roch   | 17, rue de Doubs - 25300 Pontarlier               |
| La Civette Pontissalienne | 93, rue de la République - 25300 Pontarlier       |
| Les Gentianes             | 72, rue de Besançon - 25300 Pontarlier            |